# Règle de Baird
En chimie organique, la règle de Baird prévoit que le plus bas état triplet d'une molécule cyclique plane est aromatique si le nombre de ses électrons π est égal à 4n, n étant un entier quelconque. Cette règle est basée sur un raisonnement approximatif de la mécanique quantique proposé par le chimiste quantique N. Colin Baird à l'Université Western Ontario en 1972,.
Selon cette règle, l'état triplet le plus bas est aromatique s'il possède 4n électrons π et anti-aromatique avec 4n + 2 électrons π, pour tout entier positif n. Cette tendance est le contraire de celle prévue par la règle de Hückel pour l'état fondamental, qui est normalement le plus bas état singulet (S0). La règle de Baird est alors connue comme l'analogue photochimique de la règle de Hückel.
Des recherches théoriques indiquent que la règle de Baird s'applique aussi au plus bas état excité singulet (S1) des petits annulènes.